# Foetorepus dagmarae
Foetorepus dagmarae, tên thông thường là cá đàn lia Dagmar, là một loài cá biển thuộc chi Foetorepus trong họ Cá đàn lia. Loài này được mô tả lần đầu tiên vào năm 1985.
F. dagmarae trước đây được xem là một phân loài của Foetorepus agassizii (khi đó vẫn còn nằm trong chi Synchiropus), và đã được xác định là một loài hợp lệ bởi Nakabo và Hartel (1999).

## Phân bố và môi trường sống
F. dagmarae có phạm vi phân bố ở Tây Đại Tây Dương. Loài này được ghi nhận ở phía bắc Nam Mỹ, từ Colombia đến Guiana thuộc Pháp. Ở biển Caribe, F. dagmarae có mặt trải dài từ Puerto Rico đến Grenada; và dọc theo Trung và từ Mexico đến Sao Luis, Brazil. F. dagmarae sống trên đáy cát, được tìm thấy ở độ sâu khoảng từ 90 đến 640 m.

## Mô tả
Chiều dài tối đa được ghi nhận ở F. dagmarae là khoảng 22,5 cm. F. dagmarae là loài dị hình giới tính. Cơ thể của cả hai giới đều có màu đỏ. Có một đốm đen lớn viền trắng giữa các gai vây lưng thứ nhất. Vây lưng thứ hai có nhiều chấm đen. Vây hậu môn của cá mái có một sọc đen gần rìa ngoài, nhưng cá đực không có điểm này. Vây đuôi dài và rộng, có các sợi vây vươn dài ở con đực; có thể có những đốm đen ở nửa trên.
Số gai ở vây lưng: 4; Số tia vây mềm ở vây lưng: 7 - 8; Số gai ở vây hậu môn: 0; Số tia vây mềm ở vây hậu môn: 6 - 7; Số tia vây mềm ở vây ngực: 18 - 21; Số gai ở vây bụng: 1; Số tia vây mềm ở vây bụng: 5.